# WKD 66
|  | Dieser Artikel wurde aufgrund von akuten inhaltlichen oder formalen Mängeln auf der Qualitätssicherungsseite des Portals Bahn eingetragen. Bitte hilf mit, die Mängel dieses Artikels zu beseitigen, und beteilige dich bitte an der Diskussion. Artikel, die nicht signifikant verbessert werden, können gelöscht werden. |

Die schmalspurige Dampflokomotive WKD 66 wurde 1916 für den Betrieb auf der mit 800 mm Spurweite betriebenen Kolej Wilanowska von Orenstein & Koppel in der Bauart C n2t hergestellt. Die ursprüngliche Bezeichnung der Lokomotive ist nicht bekannt, sie hat zur Privatbahnzeit die der Warszawska Kolej Dojazdowa (Warschauer Pendlerbahn – WKD) mit WKD 66 getragen. Die Lokomotive wurde 1936 zu der Kolej Jabłonowska übergeben, die weiterhin mit 800 mm Spurweite betrieben wurde. Nach Übernahme der Lokomotive von den PKP 1949 wurde sie noch bis 1952 bei der Kolej Jabłonowska betrieben und hat die Bezeichnung PKP Ty2-2850 getragen. Danach wurde die Lok auf 750 mm Spurweite umgespurt und bei verschiedenen Bahngesellschaften eingesetzt, wo sie die Bezeichnung Ty2-1146, ab 1961 Ty3-1162 trug.
Die WKD 66 ist heute (2023) im Eisenbahnmuseum Sochaczew erhalten.

## Geschichte

### Vorkriegszeit
Die Lokomotive wurde im Jahr 1915 bei der Firma O&K für den Betrieb auf der Kolej Wilanowska bestellt und Mitte 1916 von der Firma unter der Fabriknummer 8165 geliefert. Sie bekam bei der Gesellschaft die Bezeichnung WKD 66. Für den Betrieb auf der Kolej Wilanowska wurde die Lokomotive bis 1936 verwendet, als die Strecke auf 1000 mm umgespurt wurde. Die Lokomotive wurde daraufhin auf die Kolej Jabłonowska umgesetzt. Dort war die Lokomotive bis zum Ende des Krieges im Einsatz.

### Nach dem Zweiten Weltkrieg

#### PKP Ty2/Ty3
Am 1. Januar 1949 wurde die Kolej Jabłonowska verstaatlicht und die WKD 66 wurde von den PKP übernommen, wo sie zunächst die Betriebsnummer Ty2-2850 erhielt. Diese Strecke zwischen Otwock und Warszawa Most wurde 1952 eingestellt.
Die Ty2-2850 wurde im Zakłady Naprawcze Taboru Kolejowego (ZNTK) Nowy Sącz auf die Spurweite 750 mm umgebaut und erhielt danach die Bezeichnung Ty2-1146. Sie wurde bei der Schmalspurbahn Nasielsk–Pułtusk eingesetzt und fuhr hier bis 1960. Im darauffolgenden Jahr wurde sie für kurze Zeit auf der Bialska Kolej Dojazdowa eingesetzt, anschließend bei der Schmalspurbahn Sochaczew–Wyszogród. Im gleichen Jahr erhielt die Lok die Bezeichnung PKP Ty3-1162 nach dem neuen Bezeichnungsschema.
In Sochaczew war sie mit einem Abstecher 1962 in Karczew bis Juli 1971. Nach dem neuen Betriebsbuch ab 1945 ist die Maschine von diesem Jahr an in über 27 Jahren 757.208 km gefahren, was einer Jahresleistung von 28.045 km und einer Monatsleistung von 2337 km entspricht. In dieser Zeit wurden vier Hauptausbesserung in den Werken ZNTK Posen, Łapy und Nowy Sącz und weitere Zwischenausbesserungen in verschiedenen Werken durchgeführt. Die Ty3-1162 wurde in ihrem letzten Betriebszustand bis 1986 im Eisenbahnmuseum Warschau ausgestellt. Danach wurde sie nach einer Rückversetzung in den Originalzustand im Eisenbahnmuseum in Sochaczew ausgestellt.

## Konstruktion
Der Blechrahmen mit Rahmenwangen ist mit einer Stärke von 10 mm ausgeführt, in welchem die drei Achsen mit Innenlager fest geführt sind. Zwischen den Rahmenwangen ist ein Wasserbehälter eingebaut. Die Achsen sind oberhalb der Achslager mit jeweils einer Blattfeder abgefedert. Der Rahmen war so gestaltet, dass eine Umspurung problemlos möglich war.
Der einfache Flammrohrkessel besaß eine kupferner Feuerbüchse, die in den 1960er Jahren durch eine stählerne ersetzt wurde. Er war nach Bauart O&K hergestellt worden und besteht aus zwei Schüssen. Auf dem ersten Schuss sitzt der Dampfdom, auf dem zweiten Schuss der Sanddom. Von diesem konnte die zweite Achse von vorn und hinten gesandet werden. Gespeist wurde der Kessel anfangs durch zwei Injektoren von Strube mit einer Leistung von 60 l pro Minute. Auf der Rauchkammer saß ursprünglich ein Kobelschornstein der Bauart Rihosek, in den Zeiten nach dem Zweiten Weltkrieg wurde dieser durch einen Funkenfänger ersetzt. In den 1960er Jahren wurden der Kamin und der Verschluss der Rauchkammer ausgetauscht. Die Zylinder besitzen Flachschieber und eine Heusinger-Steuerung, der Kreuzkopf wird einschienig auf der Gleitbahn geführt. Angetrieben wurde die dritte Achse.
Die Lokomotive besaß eine Dampfbremse und eine Handbremse, die auf eine gemeinsame Welle wirkten, von der aus die 1. Achse von vorn und die 3. Achse von hinten abgebremst wurden. Sie besitzt eine Balancierhebelkupplung. Ursprünglich mit Petroleumbeleuchtung ausgestattet, wurde diese in den 1960er Jahren gegen eine elektrische mit einem Turbogenerator mit 24 V umgestellt. Seitdem besitzt sie große Scheinwerfer mit Reflektoren. Die Lichtmaschine wurde längs auf der Rauchkammer rechts vom Kamin platziert. Vorhanden war ursprünglich eine Dampfpfeife und ein Läutewerk. Letzteres ist nach dem Zweiten Weltkrieg entfernt worden. Die Wasservorräte befinden sich im Rahmenwasserkasten und in den beiden bis zur 2. Achse reichenden seitlichen Behälter. Diese beinhalteten ursprünglich auch den Kohlenvorrat. Da dieser nicht ausreichte, wurde die Lok nach dem Zweiten Weltkrieg mit einem hinteren Kohlekasten vergrößert. Da der Rahmen mit diesem Umbau nicht verlängert wurde, war danach das Kuppeln von zwei Loks gleicher Bauart Führerhaus an Führerhaus nicht mehr möglich.